# Lesley Cheam
Lesley Cheam Wei Yeng (tiếng Trung: 詹慧盈; sinh ngày 17 tháng 3 năm 1995) là một người mẫu và hoa hậu người Malaysia đã đăng quang Hoa hậu Hoàn vũ Malaysia 2022. Cô sẽ đại diện cho Malaysia tại Hoa hậu Hoàn vũ 2022 tại Trung tâm Hội nghị Ernest N. Morial ở New Orleans, Louisiana, Hoa Kỳ.

## Tiểu sử
Cheam sinh ra ở Selangor, Malaysia. Cô đã lấy bằng Cử nhân về Dược phẩm và Khoa học Y tế tại Đại học Nottingham Malaysia vào năm 2019 trước khi theo đuổi sự nghiệp tiếp thị.

## Cuộc thi sắc đẹp

### Hoa hậu Hoàn vũ Malaysia 2022
Vào ngày 7 tháng 10 năm 2022, Cheam đã cạnh tranh với 12 thí sinh khác trong vòng chung kết Hoa hậu Hoàn vũ Malaysia 2022 tại M Resort and Hotel ở Kuala Lumpur, nơi cô đã giành được danh hiệu và kế vị là Francisca Luhong James. Cheam đã nhận được giải thưởng trị giá 200.000 RM cũng như vương miện vàng trắng đính kim cương trị giá 2,58 triệu RM của Habib Jewels có tên "Reflection".

### Hoa hậu Hoàn vũ 2022
Vào ngày 14 tháng 1 năm 2023, Cheam sẽ đại diện cho Malaysia tại Hoa hậu Hoàn vũ 2022 tại Trung tâm Hội nghị Ernest N. Morial ở New Orleans, Louisiana, Hoa Kỳ.